# Engelhardtia (bướm đêm)
Engelhardtia là một chi bướm đêm thuộc họ Noctuidae.

## Loài
- Engelhardtia ursina (Smith, 1898)